# Morten Krogvold
Morten Krogvold (nascut el 3 de maig de 1950) és un fotògraf i escriptor noruec. Krogvold és especialment conegut pels seus retrats d’artistes, polítics i altres personatges famosos. Ha publicat nombrosos llibres, i ha realitzat nombroses exposicions.

## Primers anys i educació
Nascut a Oslo, el seu pare fou Gulbrand Leo Krogvold (1908-88) i la seva mare Bodil Jacobsen (1913-88). Krogvold va créixer a Lille Langerud, a Oslo. Als dotze anys va adquirir la seva pròpia cambra fosca i es va convertir en un entusiasta fotògraf amateur. Va rebre la seva formació professional com a fotògraf a l’Oslo Vocational School del 1973 al 1974, amb Margaret Fosseide com a professora. Va treballar a la National Film Board del 1971 al 1981, període que va constituir la base del seu desenvolupament i interès per l'art. Va capturar imatges d'interiors, escultures, pintura i mobles en museus i esglésies.

## Carrera professional
A finals dels anys setanta, Morten Krogvold era membre actiu a la Lliga de fotògrafs lliures (FFF). Va fer la seva primera exposició a la primera exposició fotogràfica de primavera de 1976, i va ser secretari de la junta durant poc temps, més tard jurat i membre del comitè. Va assistir a l'exposició que FFF presentava als seus membres com a convidats a l'exposició Autumn i a l'exposició Photography Here & Now al Henie Onstad Art Center, ambdues del 1979. El mateix any va rebre les beques d’estudis i viatges del govern noruec.
L'any següent, Krogvold, com a fotògraf de la història, va format part de l'Autumn Exhibition, quan va debutar amb l'exposició individual al Museu Noruec de Fotografia de Horten. Durant els anys vuitanta, va trencar amb l'Associació i va treballar cada vegada més amb diverses tasques en publicitat i documentals. Les missions s’han apoderat cada vegada més i s’han convertit en una part integral de les seves exposicions. Diverses d'aquestes exposicions també es presenten en format llibre, com Oslo Pictures en col·laboració amb Tove Nilsen (1988) o la Casa Blanca (2000) per a NRK.
Morten Krogvold ha tingut des dels anys vuitanta un gran impacte com a professor a Noruega i a l'estranger. Especialment a l'Acadèmia de Fotografia de Vågå, té una gran capacitat d'entusiasmar i inspirar nombrosos estudiants de fotografia. Krogvold va ser nomenat Cavaller de l'Orde de Sant Olav el 2005 i va rebre el premi Lom Municipality Culture el 2004.
L'any 2020 realitzaria un documental amb la fotògrafa noruega Lene Marie Fossen en el qual narrarien la història personal d'aquesta i el seu sofriment per anorèxia.